# Chapel Hill Bridge
Die Chapel Hill Bridge ist eine Straßenbrücke nahe der schottischen Kleinstadt Peebles in der Council Area Scottish Borders. 1971 wurde die Brücke in die schottischen Denkmallisten in der Denkmalkategorie B aufgenommen.

## Geschichte
Die Chapel Hill Bridge wurde vermutlich im späten 18. Jahrhundert errichtet. Im Jahre 1866 wurde die Strecke der Peebles Railway eröffnet, welche die Straße ein kurzes Stück jenseits der Brücke querte. Im selben Jahr wurde die Brücke überarbeitet. Ihre Brüstungen wurden vermutlich zu einem späteren Zeitpunkt erhöht.

## Beschreibung
Der Mauerwerksviadukt quert das Eddleston Water rund einen Kilometer nördlich von Peebles. Er überspannt den Fluss mit zwei ausgemauerten Segmentbögen. Das Mauerwerk der Chapel Hill Bridge besteht aus ungleichmäßig geformten Bruchsteinquadern. Ihre Gestaltung ist regional- und zeittypisch schlicht und ohne Ornamentierung. Der Mittelpfeiler ist mit spitz heraustretenden Eisbrechern ausgeführt. Als Decksteine der Brüstung ist grob behauener Bruchstein eingesetzt. Die Brüstungen schließen ohne Schlusspfeiler.
Heute führt die Chapel Hill Bridge eine untergeordnete, aus Peebles kommende Straße über das Eddleston Water. Diese geht ein kurzes Stück jenseits der Brücke in der nach Leadburn führenden A703 auf.